# 오카자키 가쓰오

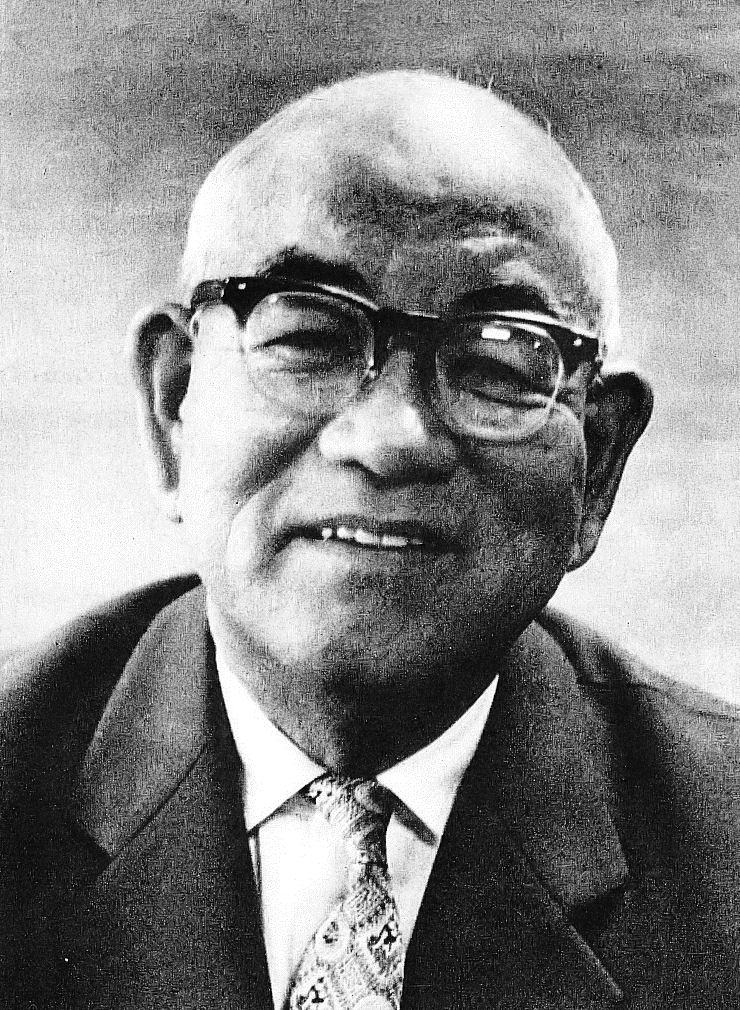
오카자키 가쓰오

오카자키 가쓰오(일본어: 岡崎 勝男 오카자키 카츠오[*], 1897년 7월 10일 ~ 1965년 10월 10일)는 일본의 정치인이자 외교관이다. 전 내각관방장관, 외무대신이며, 제2차 세계 대전 후 요시다 시게루에 의해 추진된 대미 협조 외교에서 중요한 역할을 담당하였다.
가나가와현의 요코하마시 출신으로, 1922년에 도쿄 제국대학 경제학부를 졸업하고 외무성에 들어갔다. 파리에서 근무 중이었던 1924년, 파리 올림픽 (1924년 5월 4일 ~ 1924년 7월 27일) 에 참가해, 남자 육상 5,000m에서 15.22.2e의 기록을 냈다.
그는 일본제국 육군의 난징 함락과 난징대학살 이후, 난징의 총영사를 지냈으며, 이오섬에서 일본 사절단과 미국 군사 당국 사이의 항복 협상 초반부에 참여하였다. 전후, 시게미쓰 마모루 외상과 함께 1945년 9월, 미주리호 함상에서 열린 항복 문서 조인식에 참가하였다.
1950년부터 1951년까지 제3차 요시다 내각 제1차 개조 내각에서 내각관방장관, 1952년부터 1954년까지 외무대신을 지냈으며, 1954년에 상호 방위 원조 (Mutual Security Assistance, MSA) 협정에 미국 대사 존 앨리슨 (John Moore Allison) 과 서명하였다.
오카자키는 일본 및 미국의 피겨 스케이트 선수 이나 교코 (伊奈 恭子)의 할아버지이다.